# كارولتون (كنتاكي)
كارولتون (بالإنجليزية: Carrollton, Kentucky) هي مدينة تقع في مقاطعة كارول، كنتاكي بولاية كنتاكي في وسط جنوب شرق الولايات المتحدة. تبلغ مساحة هذه المدينة 5.8 (كم²)، وترتفع عن سطح البحر 147 م، بلغ عدد سكانها 3938 نسمة في عام 2010 حسب إحصاء مكتب تعداد الولايات المتحدة وتصل الكثافة السكانية فيها 679 نسمة/كم2.

## التركيبة السكانية
حدّد مكتب تعداد الولايات المتحدة بيانات التركيبة السكانية لكارولتون في تعداد الولايات المتحدة. في ما يلي، التركيبة السكانية حسب تعدادي 2000 و2010.

### تعداد عام 2000
بلغ عدد سكان كارولتون 3,846 نسمة بحسب تعداد عام 2000، وبلغ عدد الأسر 1,598 أسرة وعدد العائلات 987 عائلة مقيمة في المدينة. في حين سجلت الكثافة السكانية 710.9 نسمة لكل كيلومتر مربع (1,841.2/ميل2). وبلغ عدد الوحدات السكنية 1,709 وحدة بمتوسط كثافة قدره 315.9 لكل كيلومتر مربع (818.2/ميل2).
وتوزع التركيب العرقي للمدينة بنسبة 93.99% من البيض و2.24% من الأمريكيين الأفارقة و0.13% من الأمريكيين الأصليين و0.18% من الأمريكيين ذوي الأصول الآسيوية و2.03% من الأعراق الأخرى و1.43% من عرقين مختلطين أو أكثر و4.42% من الهسبانيون أو اللاتينيون من أي عرق.
بلغ عدد الأسر 1,598 أسرة كانت نسبة 32.3% منها لديها أطفال تحت سن الثامنة عشر تعيش معهم، وبلغت نسبة الأزواج القاطنين مع بعضهم البعض 43% من أصل المجموع الكلي للأسر، ونسبة 14.7% من الأسر كان لديها معيلات من الإناث دون وجود شريك،  بينما كانت نسبة 4.1% من الأسر لديها معيلون من الذكور دون وجود شريكة وكانت نسبة 38.2% من غير العائلات. تألفت نسبة 33.9% من أصل جميع الأسر من عدة أفراد يعيشون في نفس المنزل ونسبة 16.2% كانت تتألف من شخص يعيش بمفرده يبلغ من العمر 65 عاماً أو أكثر. وبلغ متوسط حجم الأسرة المعيشية 2.29، أما متوسط حجم العائلات فبلغ 2.90.
بلغ العمر الوسطي للسكان 37.7 عاماً. وكانت نسبة 23% من القاطنين تحت سن الثامنة عشر، وكانت نسبة 8.9% بين الثامنة عشر والرابعة والعشرين عاماً، ونسبة 25.5% كانت واقعةً في الفئة العمرية ما بين الخامسة والعشرين والرابعة والأربعين عاماً، ونسبة 21.4% كانت ما بين الخامسة والأربعين والرابعة والستين، ونسبة 16.5% كانت ضمن فئة الخامسة والستين عاماً فما فوق. يوجد لكل 100 أنثى 91.6 ذكر، ويوجد لكل 100 أنثى في الثامنة عشر من عمرها فما فوق 85.1 ذكر.
بلغ متوسط دخل الأسرة في المدينة 29,818 دولارًا، أما متوسط دخل العائلة فبلغ 41,193 دولارًا. وكان متوسط دخل الذكور 32,563 دولارًا مقابل 20,000 دولارًا للإناث. وسجل دخل الفرد الخاص بالمدينة 14,376 دولارًا. وكانت نسبة 13.9% من العائلات ونسبة 20.2% من السكان تحت خط الفقر، وكان من هؤلاء نسبة 32.9% تحت سن الثامنة عشر ونسبة 26.2% في الخامسة والستين من العمر وما فوق.

### تعداد عام 2010
بلغ عدد سكان كارولتون 3,938 نسمة بحسب تعداد عام 2010، وبلغ عدد الأسر 1,541 أسرة وعدد العائلات 971 عائلة مقيمة في المدينة. في حين سجلت الكثافة السكانية 727.9 نسمة لكل كيلومتر مربع (1,885.3/ميل2). وبلغ عدد الوحدات السكنية 1,736 وحدة بمتوسط كثافة قدره 320.9 لكل كيلومتر مربع (831.1/ميل2).
وتوزع التركيب العرقي للمدينة بنسبة 90.60% من البيض و2.01% من الأمريكيين الأفارقة و0.20% من الأمريكيين الأصليين و0.48% من الأمريكيين ذوي الأصول الآسيوية و4.29% من الأعراق الأخرى و2.41% من عرقين مختلطين أو أكثر و9.24% من الهسبانيون أو اللاتينيون من أي عرق.
بلغ عدد الأسر 1,541 أسرة كانت نسبة 33% منها لديها أطفال تحت سن الثامنة عشر تعيش معهم، وبلغت نسبة الأزواج القاطنين مع بعضهم البعض 39.6% من أصل المجموع الكلي للأسر، ونسبة 17.4% من الأسر كان لديها معيلات من الإناث دون وجود شريك،  بينما كانت نسبة 6% من الأسر لديها معيلون من الذكور دون وجود شريكة وكانت نسبة 37% من غير العائلات. تألفت نسبة 31.8% من أصل جميع الأسر من عدة أفراد يعيشون في نفس المنزل ونسبة 15.4% كانت تتألف من شخص يعيش بمفرده يبلغ من العمر 65 عاماً أو أكثر. وبلغ متوسط حجم الأسرة المعيشية 2.44، أما متوسط حجم العائلات فبلغ 3.01.
بلغ العمر الوسطي للسكان 36.2 عاماً. وكانت نسبة 24.6% من القاطنين تحت سن الثامنة عشر، وكانت نسبة 9% بين الثامنة عشر والرابعة والعشرين عاماً، ونسبة 27.9% كانت واقعةً في الفئة العمرية ما بين الخامسة والعشرين والرابعة والأربعين عاماً، ونسبة 23.8% كانت ما بين الخامسة والأربعين والرابعة والستين، ونسبة 14.7% كانت ضمن فئة الخامسة والستين عاماً فما فوق. وتوزع التركيب الجنسي للسكان بنسبة 49.5% ذكور و50.5% إناث.

## أعلام
- دبليو. كونواي بيرس
- ويليام أورلاندو باتلر

## وصلات خارجية
- carrolltonky.net نسخة محفوظة 30 سبتمبر 2013 على موقع واي باك مشين.
- The US50 - Cities and Towns in Kentucky State